# Clephydroneura martini
Clephydroneura martini är en tvåvingeart som beskrevs av Joseph och Parui 1979. Clephydroneura martini ingår i släktet Clephydroneura och familjen rovflugor. Inga underarter finns listade i Catalogue of Life.